# Asplenium haussknechtii
Asplenium haussknechtii là một loài thực vật có mạch trong họ Aspleniaceae. Loài này được Godet & Reut. miêu tả khoa học đầu tiên năm 1867.